# ليز ماير
ليز ماير (بالإنجليزية: Lise Mayer)‏ هي كاتبة سيناريو أمريكية، ولدت في 29 نوفمبر 1957 في شيكاغو في الولايات المتحدة.

## وصلات خارجية
- ليز ماير على موقع IMDb (الإنجليزية)
- ليز ماير على موقع ألو سيني (الفرنسية)
- ليز ماير على موقع ميوزك برينز (الإنجليزية)
- ليز ماير على موقع ديسكوغز (الإنجليزية)
- ليز ماير على موقع قاعدة بيانات الفيلم (الإنجليزية)
- ليز ماير على موقع كينوبويسك (الروسية)